# Hans Quenzer
Hans Eberhard Quenzer (* 1. April 1909 in Heidelberg; † 6. Januar 1969 in Encino) war ein deutscher Flugzeugkonstrukteur.

## Leben in Deutschland

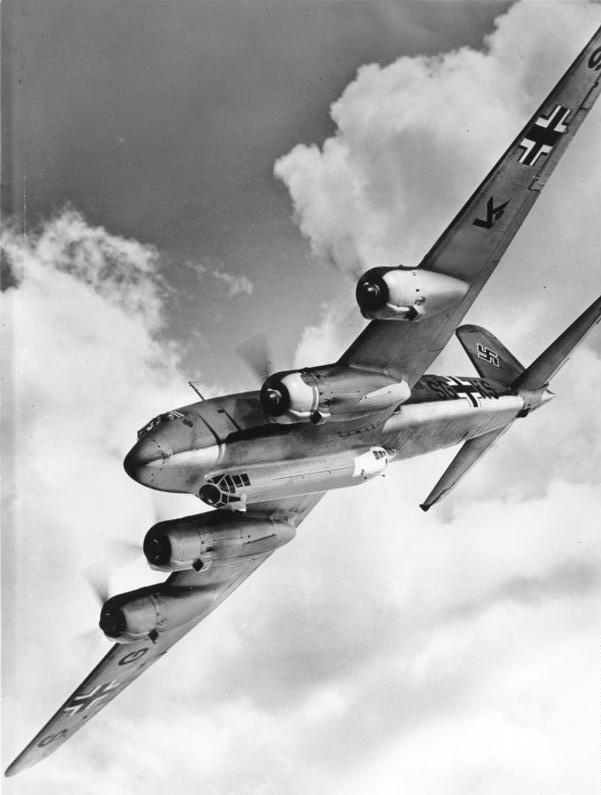
Die Focke-Wulf Fw 200, die Quenzer maßgeblich entwickelte

Hans Eberhard Quenzer studierte Maschinenbau an den Technischen Hochschule München und Karlsruhe. Während des Zweiten Weltkriegs machte er sich als Konstrukteur deutscher Kampfflugzeuge einen Namen. Dabei war er spezialisiert auf die Entwicklung widerstandsfähiger Flugzeugzellen, die trotz schweren Beschusses ihren Flug fortsetzen konnten. Er arbeitete zwei Jahre bei der Messerschmitt GmbH und zwölf Jahre, bis 1945, bei Focke-Wulf. Als Erster Ingenieur leitete Quenzer den Entwurf neuer Typen und war maßgeblich an der Focke-Wulf Fw 200 sowie am Fw-190-Jäger beteiligt. Ebenfalls arbeitete er an den Entwürfen der Fw 187 und Fw 189.

## Nachkriegszeit
Nach dem Krieg, ab November 1945, sammelten die Franzosen in ihrer Besatzungszone eine Gruppe von deutschen Triebwerkspezialisten, unter anderem von BMW, Daimler-Benz und Focke-Wulf. Zu dieser Gruppe gehörte auch Quenzer. Joseph Szydlowski, Gründer der Turboméca, setzte sich dafür ein, dass diese Gruppe für sein Unternehmen Triebwerke konzipierte und herstellte. So kam es dazu, dass Quenzer Verdichter für Turboprop-Triebwerke bei Turboméca entwickelte. Später entwarf er ebenfalls Omnibusse und Pkws für verschiedene deutsche Konzerne.

## Umsiedlung nach Amerika
1954 siedelte er mit seiner Familie nach Kalifornien um. Dies erfolgte im Rahmen des Project Paperclip und ähnlicher Programme, in dem über 1500 deutsche und andere ausländischen Wissenschaftler, Techniker und Ingenieure in die Vereinigten Staaten gebracht wurden. Er begann für die militärische Forschungsabteilung der Lockheed Corporation zu arbeiten, für die er die Auswertung von Testmaterial von verschiedenen Flugzeug- und Waffentypen vornahm.

## Veröffentlichungen (Auswahl)
- Aerodynamische Berechnungsmethoden für hochbelastete Axialverdichter, zusammen mit G. Schwarz, Schweizerische Bauzeitung, Band 69, Nr. 31 und 33, 1951, S. 432–435 und 462–465. doi:10.5169/seals-58902
- Family Resemblances in Jet Fighters, Interavia, Vol. 7, No. 7, 1952, S. 388–389
- Balance and Stability in Competitive Situations, Operations Research, Vol. 5, No. 6, 1957, S. 830–840. JSTOR:166871

## Verweise
- Nachruf und Familienstammbaum in Genealogie und Familiengeschichte Lemmel